# Marie Lafarge
Affaire Lafarge
Ne doit pas être confondu avec Marie Lafargue.
Pour les articles homonymes, voir Lafarge.
Marie Fortunée Capelle, connue sous son nom d'épouse Marie Lafarge, née à Paris le 15 janvier 1816 et morte à Ussat dans le département de l'Ariège le 7 septembre 1852, est une femme française soupçonnée, puis reconnue coupable par la justice de l'époque d'avoir empoisonné son époux, Charles Pouch-Lafarge, dit Charles Lafarge. L'affaire Lafarge et son procès firent l'objet de nombreux commentaires et ouvrages, ainsi que bien plus tard de films au cinéma et à la télévision.
Elle est condamnée en 1840 aux travaux forcés à perpétuité par la cour d'assises de Tulle et à l'exposition sur la place publique de cette ville, préfecture de la Corrèze. Certaines sources, évoquées dès l'époque du procès, font d'elle la supposée arrière-petite-fille de Philippe Égalité, et de Félicité de Genlis.
Marie Lafarge a bénéficié de la grâce présidentielle du prince-président Louis-Napoléon Bonaparte, peu de temps avant sa mort, survenue en 1852. Sa tombe est située dans le cimetière d'Ornolac-Ussat-les-Bains.

## Biographie

### Portrait
Marie Lafarge est décrite en ces termes dans un recueil publié très peu de temps après son procès :
« Madame Lafarge est d'une taille ordinaire mais dessinée avec délicatesse et pleine de grâce; sa figure, un peu taillée à la grecque, n'est pas d'une régularité parfaite; mais son front élevé, ses grands yeux noirs et sa physionomie pleine d'expression donnent à peine le temps de s'apercevoir de cette irrégularité et charment involontairement les yeux. »

### Jeunesse

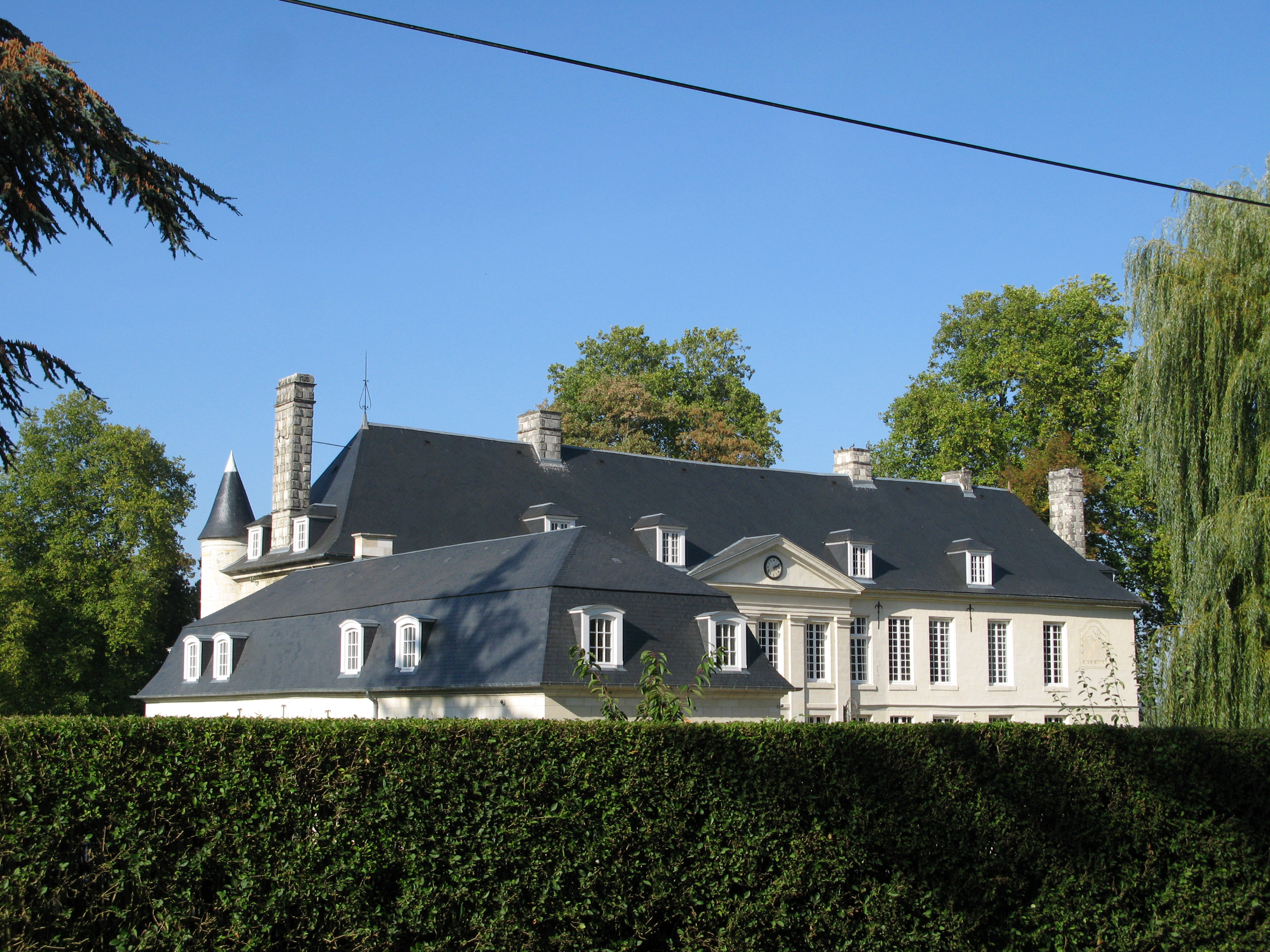
Château de Villers-Hélon où vécut Marie Lafarge durant sa jeunesse.

Marie-Fortunée Capelle est née au no 17 rue de Courcelles dans l'ancien 1er arrondissement de Paris (aujourd'hui, le 8e arrondissement), le 15 janvier 1816,.
Elle est la fille du baron Antoine Laurent Capelle (ou Cappelle), lieutenant-colonel au corps royal d'artillerie, et de Caroline Fortunée Collard (fille de Jacques Collard de Montjouy, député de l'Aisne) qui, devenue veuve, se remariera ensuite avec le député bonapartiste Eugène Louis de Coëhorn. La petite Marie a une sœur, prénommée Antonine (future épouse de Félix Deviolaine, inspecteur des domaines de la Couronne et cousin d'Alexandre Dumas) et une demi-sœur utérine, Élisabeth de Coëhorn.
Sa grand-mère maternelle Herminie Compton serait née d'une liaison entre la comtesse Félicité de Genlis et le duc d’Orléans Philippe Égalité. Cette ascendance supposée aura une influence considérable lors de son procès, qui a lieu durant la monarchie de Juillet et le règne de Louis-Philippe, fils légitime de Philippe Égalité. La presse, que le pouvoir avait muselée par les lois de septembre 1835, allait s’empresser de dénoncer cette « bâtarde orléaniste devenue empoisonneuse », et cela aurait pu faire vaciller le trône. Cette filiation royale est notamment représentée par un aristocrate britannique, Charles Strickland Standish (1790-1863), Lord of the Manor of Standish, gendre de Rose Henriette Péronne de Sercey (1770-1849), la nièce de Félicité de Genlis. Charles Standish de par son alliance, est un intime de la famille d'Orléans, et il est l'hôte de la famille de Marie Lafarge à Villers-Hélon. Il décide de se rendre à la prison de Montpellier où est détenue Marie Lafarge mais le préfet lui refuse le droit de visite.
Marie Capelle est élevée au château familial de Villers-Hélon situé dans le département de l'Aisne. Elle y reçoit une excellente éducation. Alors qu'elle a douze ans, son père, ancien colonel d'artillerie de la garde impériale et officier de la Légion d'honneur, meurt accidentellement à la chasse le 10 novembre 1828. Sa mère, remariée, meurt sept ans plus tard.
Selon l'écrivain et historien Marc Glotz, membre de la société d’histoire du Sundgau, auteur d'un livre sur la noblesse alsacienne au XIXe siècle, Marie Capelle a vécu dans le sud de l'Alsace une grande partie de son enfance, au sein de la famille de son beau-père, baron de Coëhorn, et elle a côtoyé le milieu de la noblesse alsacienne entre 1827 et 1835. Entre ses dix-huit et ses dix-neuf ans, Marie est adoptée par sa tante maternelle, Louise Madeleine Félicie Collard, épouse du baron Paul Garat, qui l'inscrit dans une école pour jeunes filles de la haute société.

### Mariage avec Charles Lafarge
Recherchant l'amour romantique, elle décline toutes les propositions de mariage. Elle avait pourtant envisagé de se fiancer avec le comte Charles Charpentier, fils du général Henri François Marie Charpentier, lequel habite un château voisin à Oigny-en-Valois, mais le comte ne semble pas prendre ce mariage au sérieux.
Selon Les grandes affaires criminelles, publié par les éditions Courtille, Marie fait ensuite connaissance du jeune Denis Guyot, dont elle apprécie la prestance et l'élégance, et avec qui elle entretient une liaison purement épistolaire. Le jeune bourgeois ne semblant pas pressé de se marier, l'oncle Garat demande qu'il soit mis fin à cette relation, ce qui est fait. Lorsqu'il apprendra l'arrestation et la condamnation de la jeune femme, Denis Guyot mettra fin à ses jours.
À vingt-trois ans, par l'entremise de son oncle le baron Garat, gouverneur de la Banque de France, qui a contacté une agence matrimoniale, Marie Fortunée Capelle fait la connaissance d'un entrepreneur originaire de Corrèze en voyage d'affaires à Paris, Charles Pouch-Lafarge, dit Charles Lafarge, de cinq ans son aîné. Maître de forges au Glandier, dans la commune de Beyssac, il est également le maire de cette commune. Lors de l'entrevue, Charles et Marie font état de leurs garanties et de leurs bonnes mœurs puis, non sans précipitation, le mariage est célébré le 11 août 1839 en l'église Notre-Dame-des-Victoires.
Croulant sous les difficultés financières, Charles Lafarge sait qu'en l'épousant, il recevra une dot de 80 000 francs-or qui lui permettra d'éviter la faillite. Souvent présenté comme un « brave homme, mais un peu bourru », il est selon d'autres échos un personnage vil et corrompu, rongé par la violence, par ailleurs sujet à des crises d'épilepsie.
Emma Pontier, cousine germaine de Charles Pouch-Lafarge, rapporte que la situation financière de ce dernier était connue de tout le pays : « Il devait essayer un nouvel emprunt, trouver un mariage d'argent à faire ou ne plus revenir. »

### Le Glandier

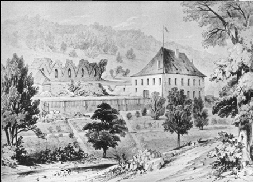
Le Glandier en 1840.

Le lendemain de la cérémonie de mariage, les jeunes époux quittent Paris pour rejoindre le département de la Corrèze et arrivent à Beyssac le 15 août 1839. Pour Marie Lafarge, c'est la déception. Lorsqu'elle contemple sa nouvelle demeure et ses environs, elle constate un changement  radical avec son mode de vie au château de Busagny à Osny. En fait, son mari lui avait laissé croire qu'il était le propriétaire du château de Pompadour à Arnac-Pompadour et elle découvre que sa nouvelle demeure du Glandier est une vieille masure délabrée, infestée de rats, et que certains paysans des alentours déclarent hantée.
Le Glandier est une ancienne chartreuse, fondée en 1219, à la suite d'une donation d'Archambaud VI de Comborn, pour le salut de son âme et de celles de ses ancêtres, peut-être en expiation d'un crime. Le monastère fut soutenu au cours des siècles par de nombreux bienfaiteurs. Confisquée et saccagée lors de la Révolution, la propriété est acquise en 1817 par la famille Lafarge qui, en 1834, installe une forge industrielle en aval de la petite rivière qui la borde.
Quelque temps après le procès, en 1860, les Chartreux rachèteront la propriété à la famille Lafarge et rebâtiront le monastère. Acquis par la ville de Paris en 1920, en vue d'y soigner des tuberculeux, elle abrite depuis la fin des années 1960 un centre de soins et d'hébergement accueillant des personnes handicapées mentales.

### Une mort suspecte

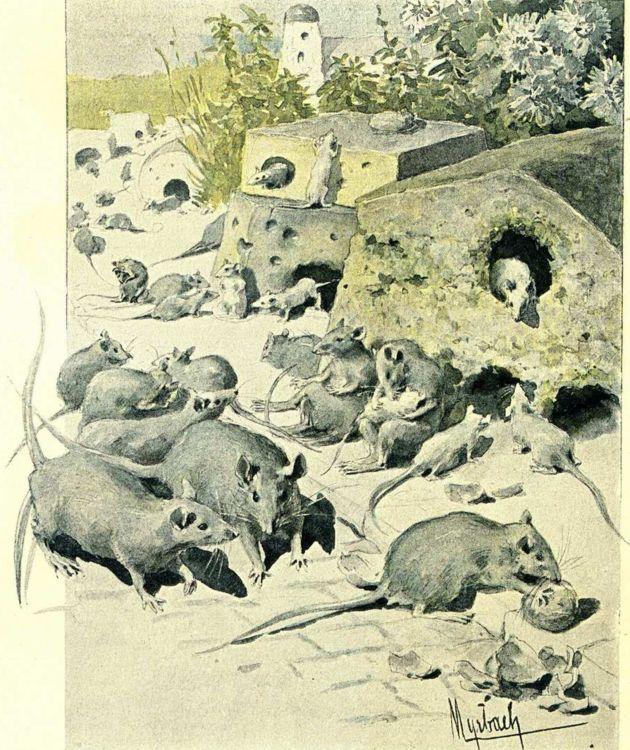
L'ancienne chartreuse semblait être infestée de rats (gravure du XIXe siècle).

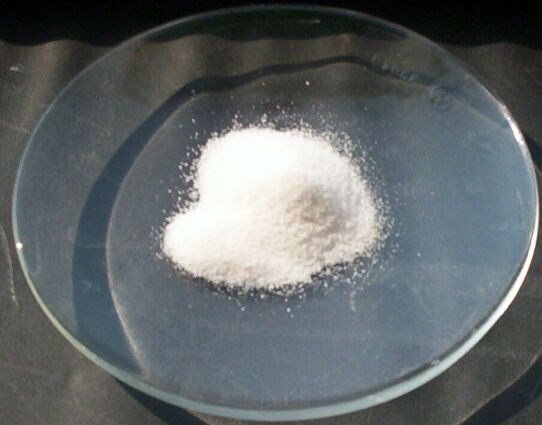
Poudre d'arsenic (dite aussi fleur d'arsenic), que l'on peut trouver dans certains poisons tels que la mort aux rats.

Désespérée, Marie Lafarge se retranche dans sa chambre et écrit une lettre à son époux, dans laquelle elle le supplie de la laisser partir, quitte à ce qu'il conserve la dot, et menace même de mettre fin à ses jours. Devant le refus de Charles Lafarge, elle fait dans un premier temps contre mauvaise fortune bon cœur et prend la maison en main, tandis que Lafarge cherche par tous les moyens à se procurer de l'argent. Revenue à de meilleurs sentiments envers son mari, elle lui adresse même des lettres d'amour enflammées. Ce dernier, touché par ce geste ou calculateur, fait un testament en sa faveur, lui léguant tous ses biens. Marie fait acte de réciprocité, sans se douter que son mari a refait dans la foulée un testament en faveur de sa mère et de sa sœur.
En novembre 1839, Charles part de nouveau pour Paris en voyage d'affaires afin de tenter de régler ses problèmes financiers en déposant un brevet d'invention d'un procédé qu'il a mis au point et qui permet de diminuer les frais de chauffage dans la fabrication du fer. Il s'installe à l'hôtel de l'Univers, situé au 79, rue Sainte-Anne, pour un séjour qui doit être long.
Durant son absence, Marie écrit à la pharmacie Eyssartier d'Uzerche afin de se procurer de la mort aux rats, car selon ses propres déclarations, l'ancienne chartreuse est infestée par les rongeurs. C'est l'un des domestiques, Denis Barbier, petit escroc parisien rencontré à Paris par Charles Lafarge, qui est chargé d'aller récupérer le produit. Barbier est en fait un homme-clé dans l'affaire car c'est lui qui lancera la thèse de l’empoisonnement.
Marie demande également à la cuisinière de confectionner des gâteaux afin de les envoyer à son mari, accompagnés de son portrait. Après un voyage de quatre jours en diligence, le 18 décembre 1839, les pâtisseries, faites avec du lait non pasteurisé arrivent à destination. Le jour même, le baron Lafarge tombe gravement malade. Il reste alité toute la journée, pris de nombreux vomissements et de migraines. Il décide alors d'écourter son séjour et de rentrer à Beyssac. Il arrive au Glandier le 3 janvier 1840, et fait venir dès son arrivée le médecin de famille, qui diagnostique une banale angine.
Il est contraint de garder le lit et sa femme entreprend de le soigner en lui faisant prendre des laits de poule. Dans le même temps, elle envoie de nouveau une lettre à M. Eyssartier, le pharmacien d'Uzerche, afin d'obtenir une fois de plus de la mort aux rats.
L'état de Charles s'aggrave brusquement et le médecin rappelé à son chevet reste impuissant. Il meurt dans d'atroces souffrances, onze jours après son retour, le 14 janvier 1840 à 6 heures du matin.
La mère du défunt a déjà fait courir le bruit que sa belle-fille a empoisonné son fils et prévient immédiatement le procureur du roi. Une instruction est ouverte. Le lendemain du décès, la gendarmerie perquisitionne et découvre de l'arsenic partout : sur les meubles, les aliments, de la cave au grenier. Sur les quinze analyses toxicologiques effectuées sur le corps de Charles Lafarge, les médecins de l'époque ne trouvent qu'une seule fois la présence « d'une trace minime d'arsenic ». Le 16 janvier 1840, une autopsie est pratiquée mais elle ne révèle pas d'anomalie. Des organes sont cependant prélevés pour être soumis à expertise ultérieure.
Le matin du 23 janvier 1840, le brigadier Magne et le gendarme Déon (selon Gilles Castroviejo), ou Léon (selon Laure Adler), procèdent à l'arrestation de Marie Capelle-Lafarge, à son domicile de Glandier et la conduisent à la maison d'arrêt de Brive. Le 31 janvier 1840, Jacques Antoine Desrote, commissaire de police de la ville de Paris, procède à la perquisition de l'appartement de Charles Pouch-Lafarge à Paris, afin de rechercher d'éventuels fragments de gâteaux. Aucun élément suspect n'est retrouvé.

### Premier procès pour vol
Début février, le comte de Léautaud accuse Marie Lafarge du vol d'une parure de diamants appartenant à la comtesse. Le 10 février, les diamants sont découverts cachés dans le mur de sa chambre au Glandier.
Marie Lafarge est alors inculpée d'avoir volé, en juin 1839, cette parure de diamants au château de Busagny à Osny, près de Pontoise, au préjudice de madame de Léautaud. Le procès s'ouvre le 9 juillet 1840 et les jurés la déclarent coupable neuf jours plus tard, la condamnant à deux ans de prison.

## Le procès de Tulle

### Ouverture du procès

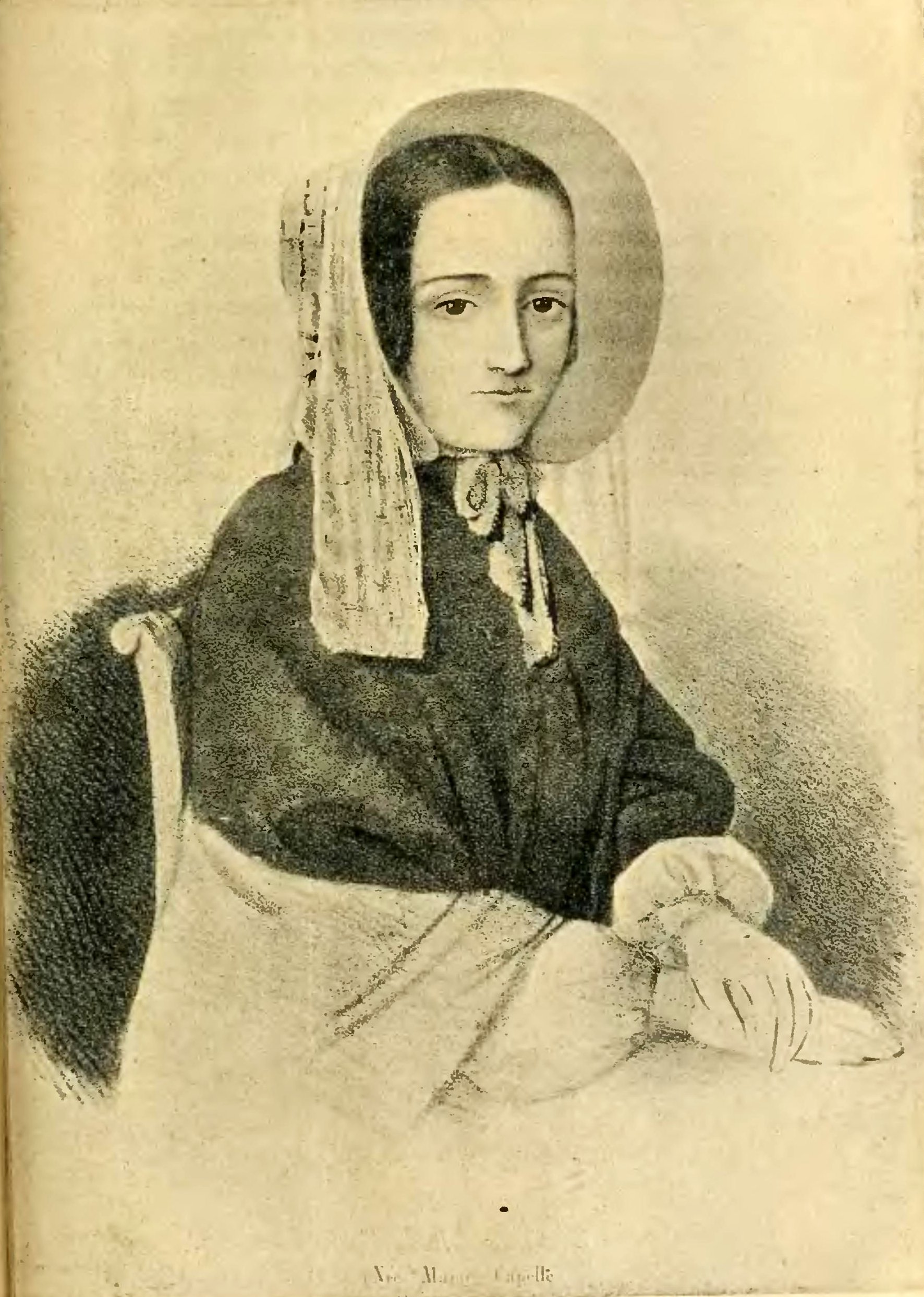
Portrait de Marie Lafarge.

Huit mois après le décès de son époux, Marie Lafarge, alors âgée de vingt-quatre ans, est inculpée de meurtre par empoisonnement et comparaît devant la cour d'assises de Tulle. Elle est défendue par quatre avocats : maîtres  Lachaud (qui ne plaida donc pas pour elle, lors du procès lié à l'accusation de vol des bijoux de Mme de Léautaud), Paillet (son avocat principal lors du procès d'assises), Desmont et Bac.
Le procès débute le 3 septembre 1840. Au fil des audiences, la foule est de plus en plus nombreuse et les badauds se bousculent dans la salle des pas-perdus pour y assister. Des dizaines de témoins vont se succéder à la barre.

« [...] Tant mieux pour sa parenté si elle est innocente du crime, mais j'avoue que, vu la discussion des premiers et seconds experts, ces énormes achats d'arsenic, et, surtout, cette transition si subite d'une horrible répugnance à des tendresses excessives pour son mari, elle me restera toujours assez suspecte pour désirer une autre garde-malade si j'avais des tisanes à faire faire. Une chose qui me choque tout particulièrement de [sa] part, ce sont ces rires inextinguibles pendant la déposition emphatique et, à la vérité, ridicule, d'un des témoins à charge [...]. Plus une personne, sous le coup d'une pareille accusation, serait innocente, plus elle devrait souffrir, et tout en conservant le calme d'une bonne conscience, elle devrait être occupée à d'autres idées que de se livrer à de pareils éclats d'hilarité. [...]
Il n'a été question hier soir, au salon, que de Mme Lafarge ; on est ici, comme partout, fort divisé d'opinions sur son compte. Ceux qui la croient innocente disent que le mari n'est pas mort empoisonné mais de l'usage des mouches cantharides qu'il prenait pour être un vaillant mari, et que c'est à [celles-ci] qu'il faut attribuer le prompt changement des dispositions de sa femme [...]. Ceux qui persistent à [la] croire coupable disent qu'il faut plutôt croire les premiers experts qui ont opéré sur les matières fraîches, que ceux qui ont analysé des matières incomplètes, décomposées ; ils s'appuient sur les mauvaises tendances, hier avérées, de l'accusée, sur ses lettres, ses habitudes de mensonges et de comédie, sa mauvaise réputation dès sa première jeunesse, la hâte que sa famille avait de la marier pour s'en défaire, au point d'avoir recours à un bureau matrimonial. Elle est petite-fille d'une Mme Collard [...], Hermine, élève de Mme de Genlis, et assez généralement supposée être sa fille et celle de M. le duc d'Orléans, père du Roi des Français actuel. C'est à cette filiation qu'on attribue l'intérêt très vif qu'on prend aux Tuileries pour Mme Lafarge. Dans son affaire des diamants, on la juge selon le monde et l'opinion auxquels on appartient [...] tout ce bord-là la croit coupable [...] Toute la démocratie, charmée de trouver en une femme du beau monde, tient la fable inventée par Mme Lafarge contre Mme Léautaud pour véritable. »

— Duchesse de Dino, Chronique, de 1831 à 1862
Entre une belle-mère machiavélique, voulant à tout prix préserver le patrimoine de la famille, et un avocat général borné (sans oublier une autre accusation de vol en marge de cette affaire), l’étau semble se resserrer progressivement sur Marie Lafarge.

### Bataille d'experts

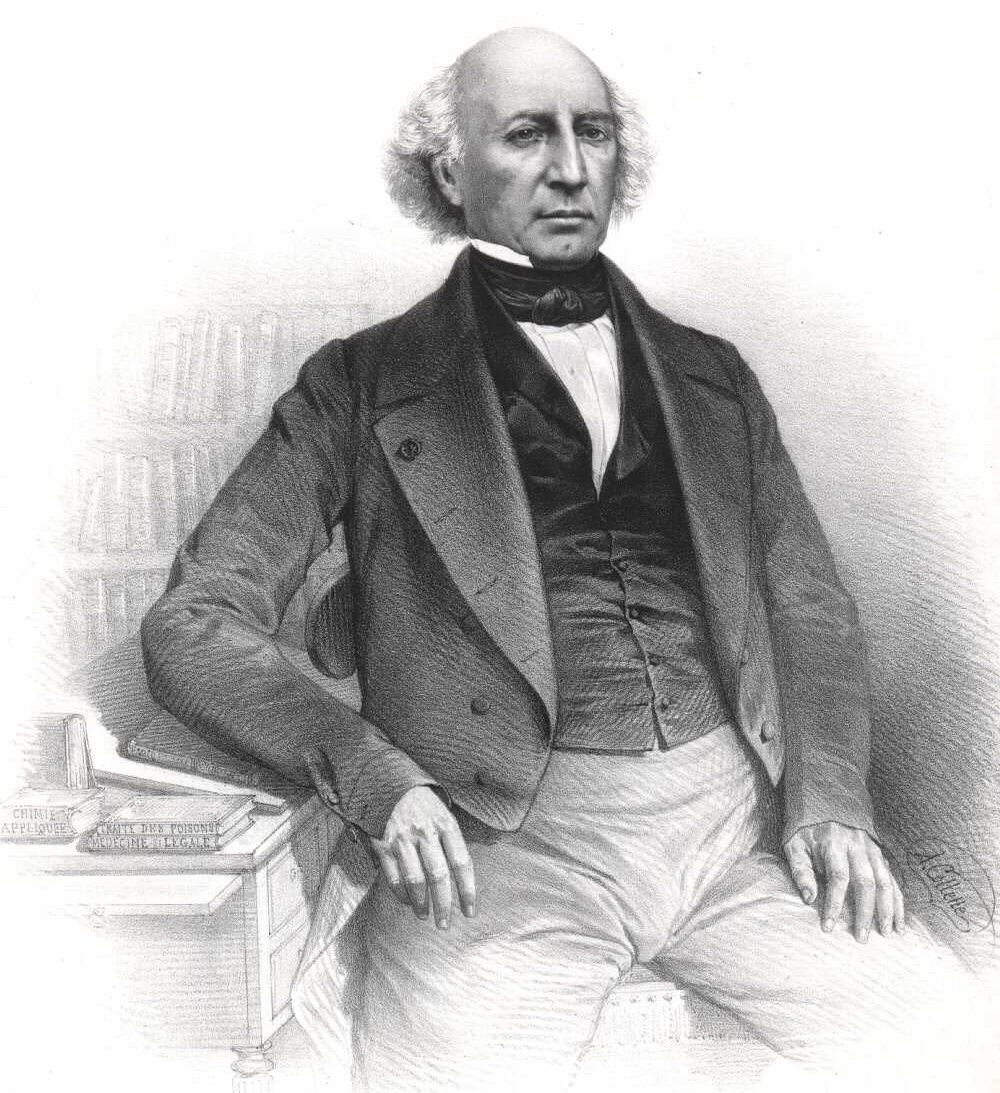
Mathieu Orfila, pionnier de la toxicologie médico-légale.

Après les analyses effectuées par des chimistes de Tulle et de Limoges qui n'ont décèlé aucune trace d'arsenic, le ministère public demande une nouvelle autopsie du corps de Charles Lafarge.
Mathieu Orfila, doyen de la faculté de médecine de Paris, inventeur de la toxicologie médico-légale et l'un des auteurs du manuel de l’appareil de Marsh qui détecte les traces d’arsenic, prince officiel de la science et royaliste convaincu proche du pouvoir orléaniste, est dépêché de Paris. À la surprise générale, il relève par des manipulations, considérées aujourd'hui comme douteuses, une quantité minime d’arsenic dans le corps du défunt. Sitôt après avoir effectué sa déposition, il repart pour Paris en emportant dans ses bagages les réactifs utilisés pour la contre-expertise.
La présence de l'arsenic dans le corps de Lafarge constitue donc le fil rouge du procès. Maître Théodore Bac l'a bien compris et tente le tout pour le tout : il demande à Raspail, brillant chimiste de Paris, de mettre sa science au service de la défense. Raspail met trente-six heures pour arriver à Tulle, mais à son arrivée, cela fait déjà quatre heures que le jury s'est prononcé. Il est trop tard pour démontrer une présence dite « naturelle » de l'arsenic dans tous les corps humains – les os humains contiennent en effet de l'arsenic.

« La légende veut, mais ce n'est qu'une légende, qu'après la démonstration d'Orfila établissant la présence d'arsenic dans le corps de M. Lafarge, Raspail, l'apôtre du camphre et de la Révolution, fut appelé en hâte pour combattre cette redoutable expertise.
— De l'arsenic ! aurait-il dit, il y en a partout, même dans votre fauteuil, Monsieur le Président. Et si M. Orfila consent à se soumettre à une cuisson convenable, j'en trouverai dans ses intestins.
C'est de cette légende qu'est né le couplet : « Et quand Raspail arriva, soudain Orfila fila. » »

— Adrien Pleytel, L'Humour au palais
Durant le procès, la piste de l'intoxication alimentaire n'a pas été abordée. Charles Lafarge s'est senti mal après l'absorption de choux à la crème envoyés par son épouse, d'où l'accusation d'empoisonnement. Mais il a pu tout aussi bien mourir à cause des gâteaux fait de crème et de beurre, non pasteurisés et qui avaient voyagé trois jours.

### Plaidoiries et condamnation
La plaidoirie de maître Paillet dure sept heures. Le verdict tombe après les nombreuses batailles entre experts et contre-experts et sans d’ailleurs que l'auditoire ait été convaincu par l’accusation. Le 19 septembre 1840, Marie Lafarge est condamnée aux travaux forcés à perpétuité et à une peine d'exposition d'une heure sur la place publique de Tulle.

« Voilà donc le grand drame Lafarge terminé. Elle est condamnée […] il faut que cette femme par son aspect, que l'action des débats, les gestes, les physionomies, aient produit un effet bien frappant, pour amener cette conviction, qui résulte d'autre chose que des faits et qui a provoqué sa condamnation […] il y avait grand partage de sympathie et d'antipathie dans le public ; Mme Lafarge était soutenue par une famille puissante […]. Ce qu'il y a de singulier et de rare dans ce procès, c'est que je n'y vois personne, pas même la victime, qui inspire de l'intérêt […]. Avec si peu de personnes à estimer dans [ses] accusateurs, il faut qu'elle ait fortement impressionné le jury de sa culpabilité pour être condamnée. »

— Duchesse de Dino, du château de Valençay

### Retentissement
Le retentissement de l'affaire est, à l'époque, considérable. Le milieu social de Marie Capelle-Lafarge et son probable cousinage avec le roi Louis-Philippe, sa personnalité, l'énigme de l'empoisonnement, y contribuent. Le baron de Grovestins, qui fait partie des accusateurs de Marie, le note ainsi :

« Cet effroyable drame du Glandier occupa tout Paris : les uns prirent la défense de madame Lafarge ; les autres crièrent contre cette femme sans principes et sans cœur  ; enfin on prétend même qu'il y eut des duels en son honneur et gloire. La société fut un moment partagée en Lafargophiles et en Lafargophobes »

— Charles Sirtema de Grovestins, Les gloires du romantisme, Dentu, 1859.
Les critiques (Alfred Nettement, Grovestins...) proviennent des rangs conservateurs et catholiques : une femme qui lit, et qui lit de plus Lélia de George Sand et Les Mémoires du diable de Frédéric Soulié, poussée à l'immoralité par la lecture, est déjà coupable. Les soutiens sont plutôt des intellectuels et des modernistes, qui voient cette présomption de culpabilité primer sur l'inconsistance des preuves, comme Alexandre Dumas ou George Sand. La femme de lettre évoque ainsi, en réponse à Eugène Delacroix, dans une lettre qu'il s'agit d'une « affaire mal menée […] et salement poursuivie par le ministère public ».

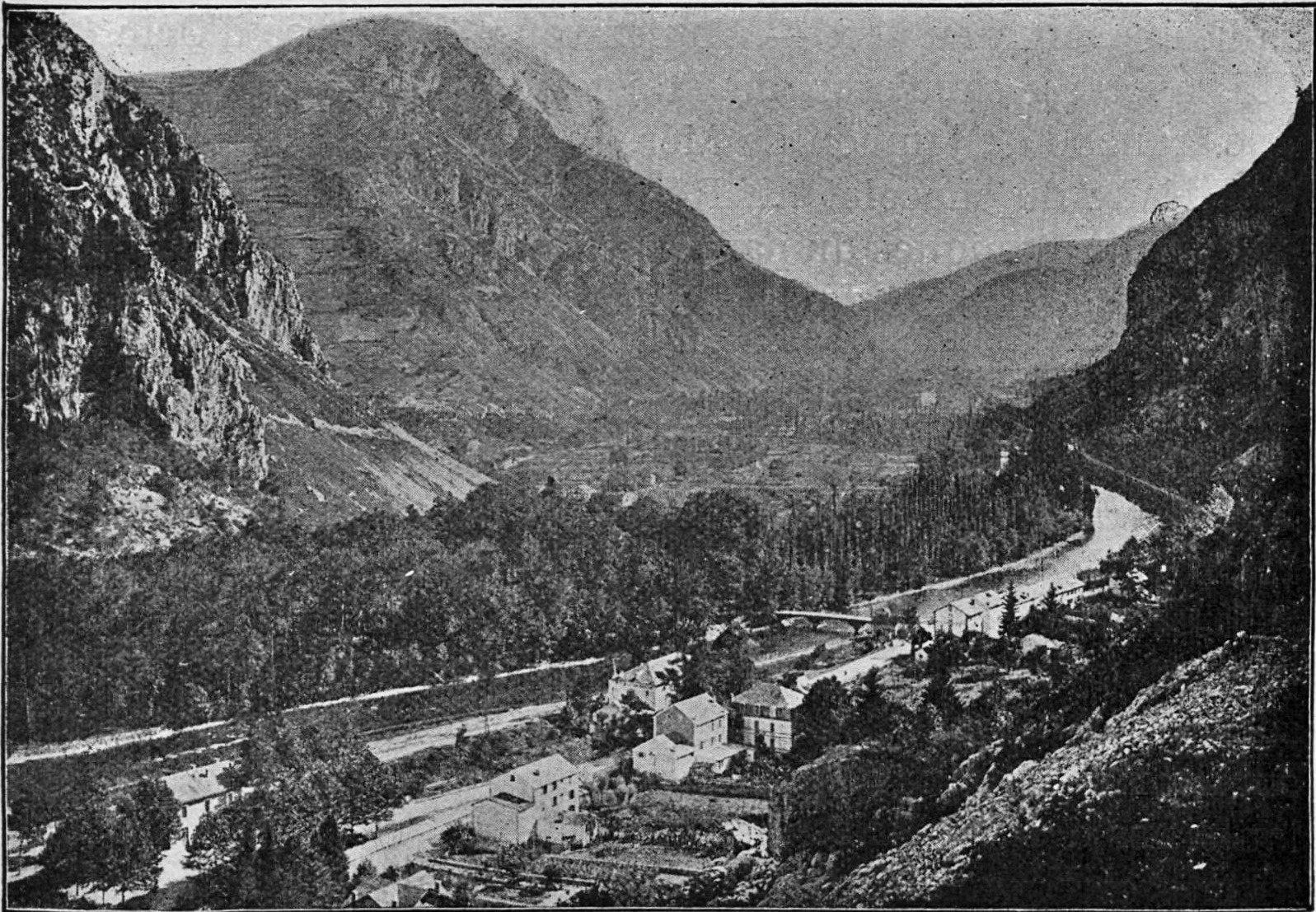
Ussat-les-Bains vers 1910.

## Détention et mort
Marie Lafarge doit être envoyée au bagne de Toulon. Son état de santé conduira Louis-Philippe à rapidement commuer sa peine en détention criminelle à perpétuité. Transférée dans l'une des tours de la prison de Montpellier avec sa femme de chambre Clémentine Serva, elle y contracte la tuberculose. Pour cette raison, le ministre de l’intérieur Pierre Jules Baroche accepte son transfert dans la maison de santé de Saint-Rémy-de-Provence, réservée aux aliénés depuis sa fondation en 1807 par le Dr Mercurin, qui jouit d’une grande réputation de salubrité en raison de son emplacement. Elle y vit des moments de bonheur, ainsi que l’atteste sa correspondance avec le prêtre et le médecin de l’établissement, comme avec son oncle M. Collard. Le prince-président Louis-Napoléon Bonaparte la gracie par décret et elle est libérée en juin 1852.
Elle meurt le 7 septembre de la même année à Ussat-les-Bains, petite commune thermale située dans le département de l'Ariège, où elle s'est retirée,. Marie Lafarge est inhumée dans le cimetière d'Ornolac-Ussat-les-Bains.

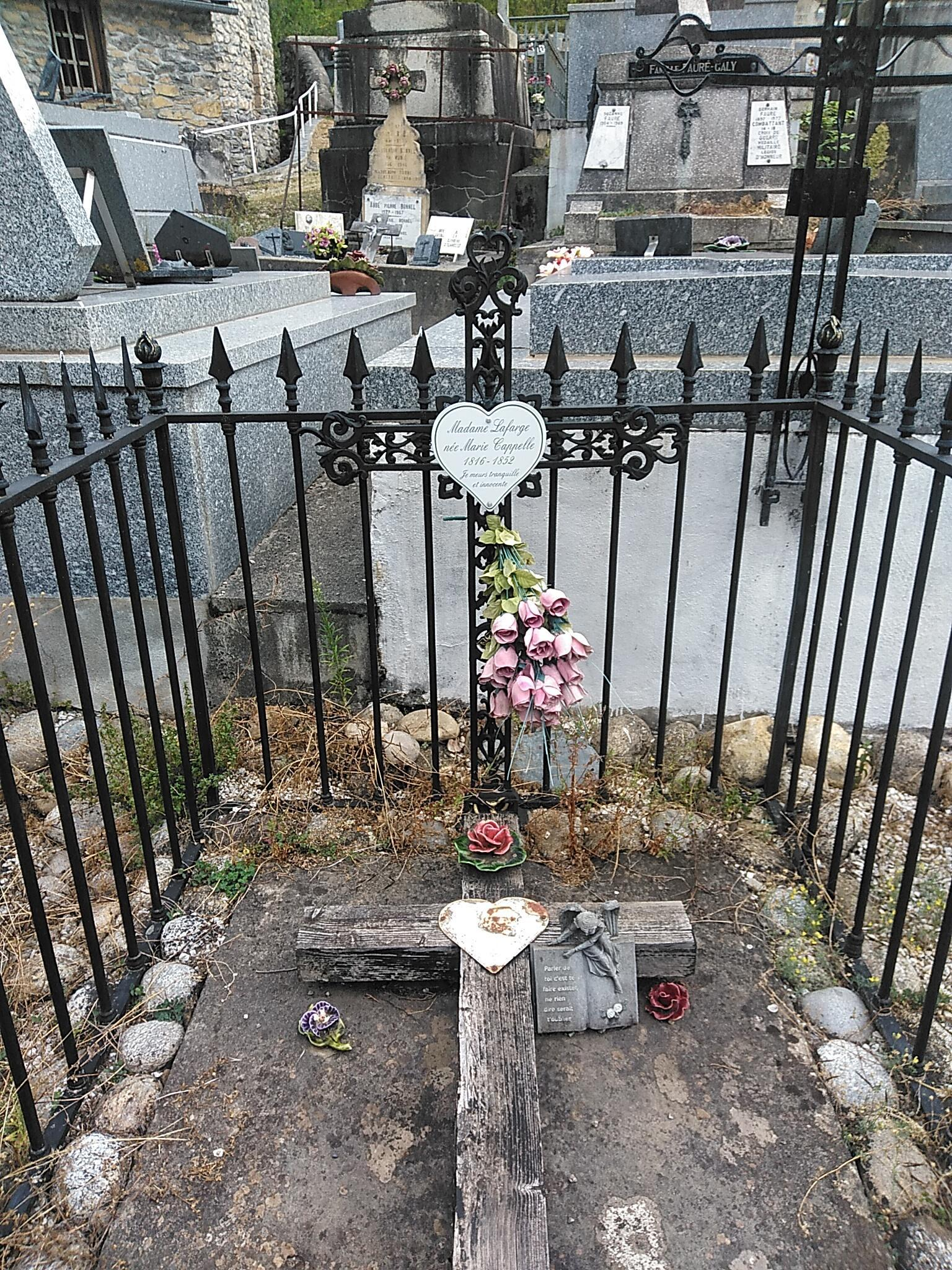
Tombe de Marie Lafarge au cimetière d'Ornolac-Ussat-les-Bains (Ariège).

Durant toute la durée de son emprisonnement, elle écrit un journal intime publié sous le titre Heures de prison, où Alexandre Dumas voit « les battements du coeur de la prisonnière pendant ces neuf années ».
Maître Lachaud, son défenseur lors de son procès, ne cessera d'entretenir sa tombe après sa mort et, lorsque, trente ans plus tard, lui-même fut gagné par la maladie, il demanda à l'épouse de Paul de Cassagnac de continuer à fleurir le tombeau :

« Les cœurs qui croient à l'innocence de Marie Capelle deviennent de plus en plus rares. Puisque vous êtes un de ceux-là, promettez-moi d'entretenir sa tombe quand je serai mort… cette pensée me fera du bien. »

— Charles Lachaud

## Postérité de l'affaire

### Une énigme judiciaire
« Coup monté », « erreur judiciaire », « crime parfait », sont des termes quelquefois utilisés pour décrire ou pour commenter « l’affaire Lafarge » qui reste, selon de nombreux spécialistes de l'histoire criminelle, l'une des plus grandes énigmes judiciaires. À l’image d'autres affaires non complètement élucidées, elle laisse subsister de nombreux doutes,.
De nombreux écrivains, journalistes et juristes (voir la section Demande de révision), s’intéressent encore aujourd’hui à cette mort suspecte.
Une enquête menée en 1978 aurait démontré que Charles Lafarge serait, en réalité, mort de la fièvre typhoïde, dont le bacille était à l’époque mal identifié,.
La généalogiste Chantal Sobieniak, en faisant des recherches en 2010 sur une affaire de justice à Brive, découvre dans un sac de procédure, 52 documents concernant un procès jugé en 1818 mettant en cause la famille Lafarge et plus particulièrement la belle-mère de Marie Capelle, Adélaïde Pontier, ce qui donne lieu à la publication de l'ouvrage Rebondissements dans l'affaire Lafarge.
Alexandre Dumas, qui s'investira beaucoup pour faire adoucir la peine de Marie puis obtenir la grâce, laisse malgré tout une place au doute dans sa compassion :

« En tout cas, coupable ou innocente, Marie Capelle est morte; elle a pour elle aujourd'hui l'expiation du cachot, la réhabilitation de la tombe. Recueillons donc les larmes qui, pendant onze ans, sont tombées goutte à goutte de ses yeux. Que ce soit le remords, l'injustice ou le désespoir qui les ait fait couler, celle qui les versait, pécheresse ou martyre, est maintenant à la droite du Seigneur; ses larmes sont pures comme le liquide cristal qui sort du rocher. »

### La demande de révision du procès
En 2011, soit plus de 170 ans après le procès et la condamnation de Marie Lafarge, des membres de la famille souhaitent lancer une procédure de révision de son procès.
Michel Gache, président de l'association « Cercle Marie Capelle - Marie Lafarge », et Edouard de Lamaze, avocat et arrière-petit-neveu de Marie Lafarge, déclarent avoir « réuni suffisamment d'éléments nouveaux pour rouvrir le dossier. »,.
L'association, qui a remis le dossier au ministère de la Justice, signale que celui-ci a bien été déposé sur le bureau du garde des Sceaux. Selon un article publié par le site de La Dépêche du Midi, du 8 octobre 2016, le collectif est dans l'attente d'une réponse du ministère.
Une reconstitution du procès a été organisée au tribunal de Tulle, le 2 octobre 2023 en présence de 250 personnes dans le cadre de « la Nuit du Droit ».

## Autour de Marie Lafarge

### Ouvrages
- Marie Capelle veuve Lafarge, Mémoires de Marie Cappelle, Vve Lafarge, écrits par elle-même, t. 1, Paris, Éditions A. René et Cie, 1841, 368 p. (lire en ligne)
- Marie Capelle veuve Lafarge, Mémoires de Marie Cappelle, Vve Lafarge, écrits par elle-même, t. 2, Paris, Éditions A. René et Cie, 1841, 402 p. (lire en ligne)
- Marie Capelle veuve Lafarge, Mémoires de Marie Cappelle, Vve Lafarge, écrits par elle-même, t. 3, Paris, Éditions A. René et Cie, 1841-1842, 380 p. (lire en ligne)
- Marie Capelle veuve Lafarge, Mémoires de Marie Cappelle, Vve Lafarge, écrits par elle-même, t. 4, Paris, Éditions A. René et Cie, 1842, 376 p. (lire en ligne)
- Marie Lafarge, Quelques vérités nouvelles sur le procès Lafarge… par un pauvre villageois [par Mme Lafarge]., Toulouse, Éditions de l'imprimerie de Jean-Matthieu Douladoure, novembre 1847, 58 p. (lire en ligne)
- Marie Lafarge et Maurice Collard (préf. Maurice Collard), Heures de prison, New York, Éditions Charles Lasalle, 1854, 130 p. (lire en ligne)
- Marie Lafarge, Mémoires de madame Lafarge, née Marie Cappelle : écrits par elle-même, Paris, Éditions Michel Levy Frères, 1867, 314 p. (lire en ligne)
- Marie Lafarge et Auguste-Jean Boyer d'Agen, Correspondance : publiée et annotée par M. Boyer d'Agen, Paris, Éditions Mercure de France, 1913, 366 p. (lire en ligne)
- Marie Lafarge, Dans le silence recueilli de ma prison. Mémoires, 1840 (Présenté et annoté par Arlette Lebigre, professeur d'histoire du droit), éditions Tallandier, 2008, 392 p. (ISBN 978-2847345308).
- Marie Lafarge, Mémoires sur l'affaire, éditions L'étang Moderne, 2021, 280 p. (ISBN 979-10-95557-11-1).

### Œuvres inspirées par l'affaire

#### Cinéma
- 1937 : L’Affaire Lafarge de Pierre Chenal, avec Marcelle Chantal (dans le rôle de Marie Lafarge) et Pierre Renoir.

#### Télévision

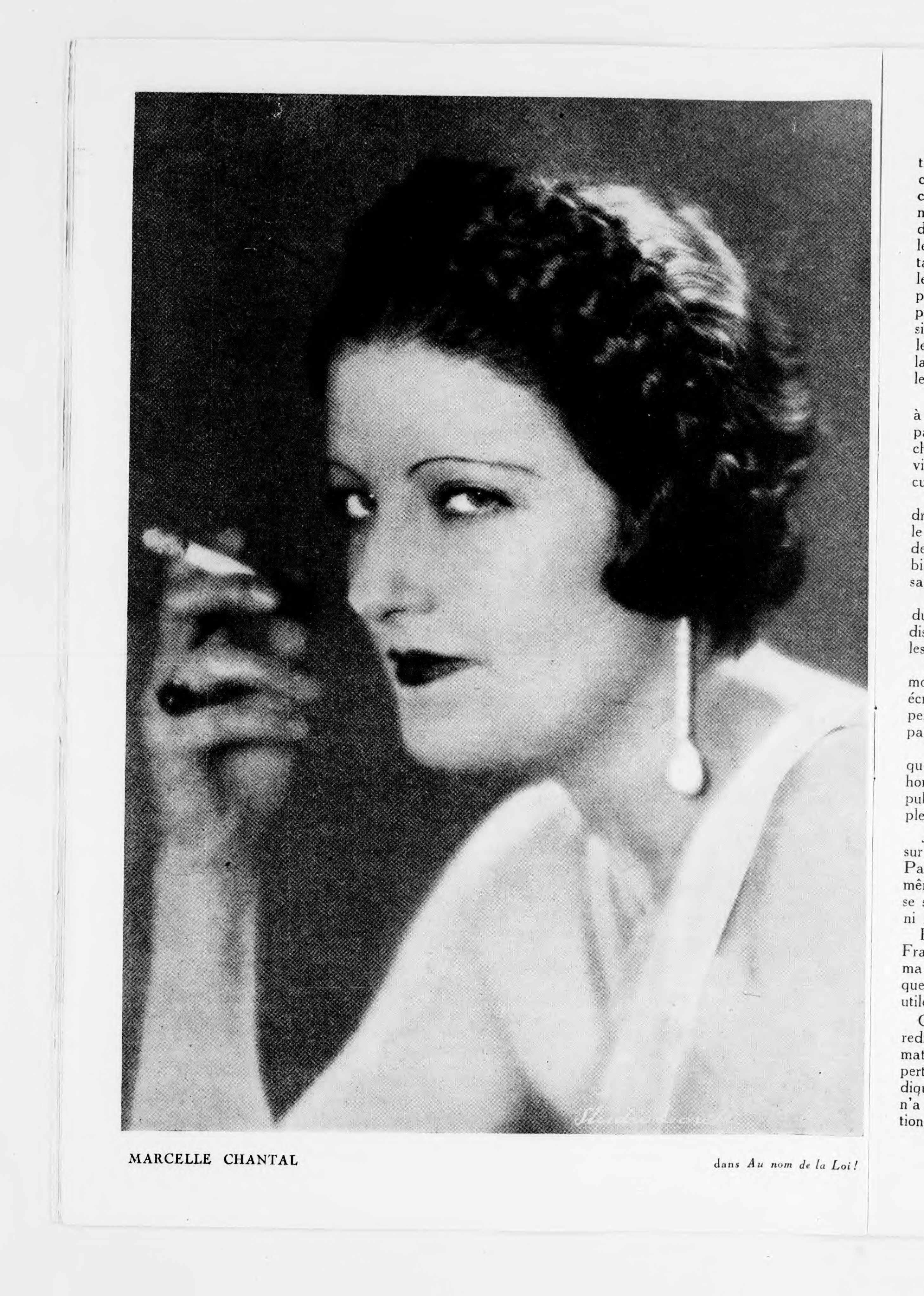
Marcelle Chantal interprète le rôle de Marie Lafarge dans le film de 1938

##### Téléfilms
- 1954 : L'Affaire Lafarge de Stellio Lorenzi, avec Maria Casarès (dans le rôle de Marie Lafarge) et Pierre Mondy (INA).

Ce téléfilm a été réalisé d'après l'œuvre de la dramaturge française Marcelle Maurette, « L'Affaire Lafarge », pièce en deux actes, (publiée dans France Illustration no 163 en septembre 1954) et diffusée par la télévision française le 29 mai 1954.
- En 1975, la télévision est-allemande a produit un téléfilm intitulé Sensationsprozeß Marie Lafarge, créé par Hans Pfeiffer et réalisé par Werner Richter avec Doris Abeßer dans le rôle de Marie Lafarge[49].

##### Documentaires
- 1957 : L'affaire Lafarge, le 30 mars 1957 dans l'émission spécialisée dans les affaires judiciaires, En votre âme et conscience, sur l'unique chaîne de la RTF.
- 2010 : Affaire Lafarge, La mort mystérieuse du maître de forge, docu-fiction de Patrick Schmitt et Pauline Verdu dans l'émission Des crimes presque parfaits (première saison) sur la chaîne thématique Planète+ CI[50],[51].

#### Radio
- Hondelatte raconte - Marie Lafarge, l'empoisonneuse de Beyssac, émission présentée par Christophe Hondelatte sur Europe 1, émission du 1er août 2017[52].
- L'Heure du crime - L'affaire Lafarge, émission présentée par Jacques Pradel sur RTL, émission du 13 septembre 2012[53].

#### Littérature
Certains historiens spécialistes de l'affaire jugent plausible que Marie Lafarge ait pu inspirer Gustave Flaubert dans l'élaboration du personnage principal de Madame Bovary,. On évoque également l'écrivain russe Léon Tolstoï, pour certains traits du personnage d'Anna Karénine,.

### Le cercle Marie Lafarge
Cette association dénommée « Cercle Marie Capelle - Marie Lafarge », créée en septembre 2009 par Michel Gache, défend le souvenir de Marie Lafarge. Elle participe à des conférences locales, ainsi qu'à des expositions et des projections de films consacrés à l'affaire,,.

### Bibliographie

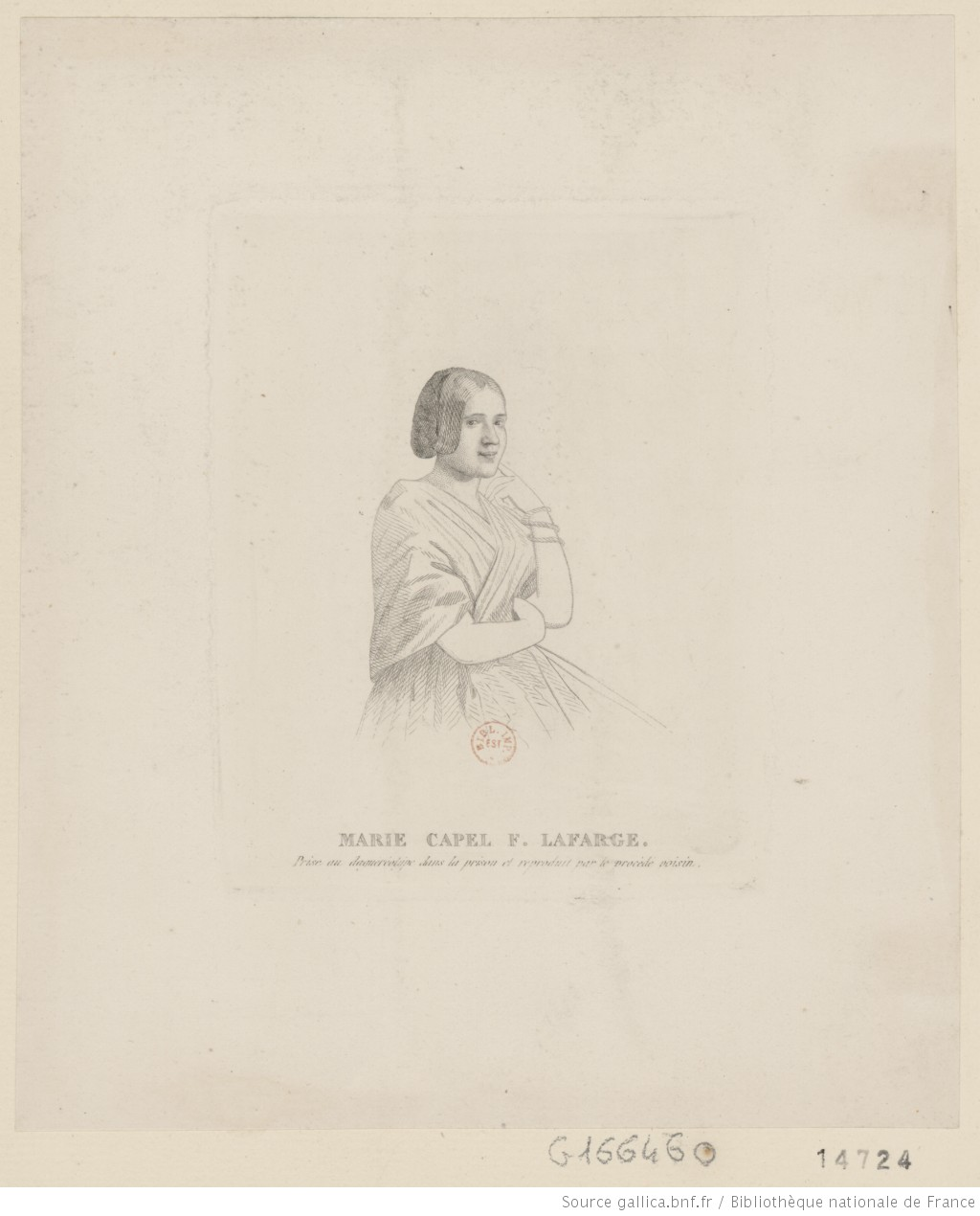
Portrait de Marie Lafarge (Gravure du XIXe siècle - Source Gallica).

### Vidéos
- [vidéo] Reportage de la Dépêche du 8 octobre 2016 : Ornolac-Ussat-les-Bains. 176 ans après, ils veulent réhabiliter Marie Lafarge, « l'empoisonneuse ».
- [vidéo] Vidéo de la conférence du 23 juin 2022 : Arsenic et vieux savants, la controverse Orfila Raspail.